# Thanh Thủy, Đài Trung

Vị trí tại Đài Trung

Thanh Thủy (清水) là một khu (quận) của thành phố Đài Trung, Trung Hoa Dân Quốc (Đài Loan). Đây là một quận ngoại ô ven biển và có khung cảnh thiên nhiên lôi cuốn. Diện tích của Thanh Thủy là 64,1709 km², dân số tháng 8 năm 2011 là 85.665 người thuộc 25.186 hộ gia đình, mật độ dân cư đạt 1335 người/km².